# August Oetker
Dr. August Oetker (n. 6 ianuarie 1862, Obernkirchen, Schaumburg-Lippe – d. 10 ianuarie 1918, Bielefeld, Reich-ul German) a fost un inventator german al prafului de copt.

## Biografie

### Primii ani
August Oetker s-a născut pe 6 ianuarie 1862 în Obernkirchen, Germania.

### Cariera
În 1891, el a cumpărat farmacia Aschoffsche din Bielefeld și a dezvoltat un agent de coacere, care a fost proiectat pentru a asigura succesul procesului de coacere. Anterior Oetker, Justus von Liebig și studentul său american, Eben Horsford, a avut deja descoperirea prafului de copt. 

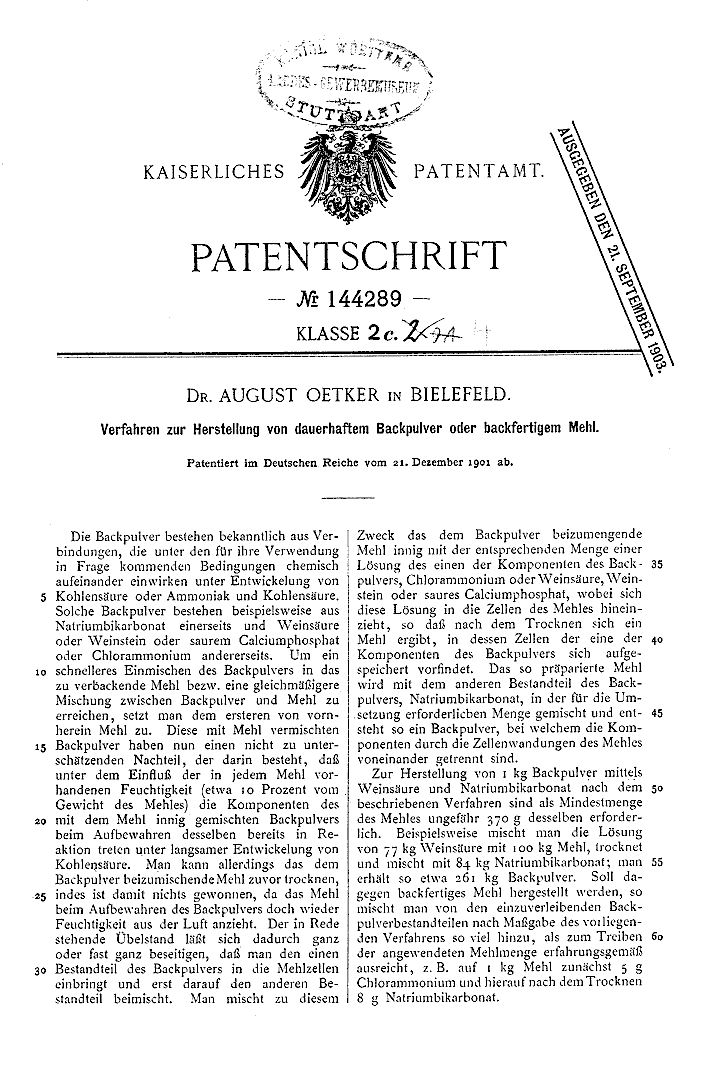
1903 brevete

Din 1893, el și-a distribuit invenția sub numele de brand Backin, punând astfel baza companiei de familie, numită Oetker-Gruppe. Această companie utilizează încă aceeași rețetă pentru a produce praf de copt. La 21 septembrie 1903, Oetker a depus un brevet pentru procedura sa de fabricare a pudrei de copt de lungă durată sau a făinii gata preparate.
Datorită succesului marketingului, produsele sale s-au vândut destul de bine și, în curând, vechea farmacie sa transformat într-o companie de succes. În 1900, a construit prima sa fabrică de producție și până în 1906 a vândut 50 de milioane de pachete Backin.

### Moartea și moștenirea
A murit pe 10 ianuarie 1918 in Bielefeld, Germania. Mai târziu, nepotul sau, Rudolf August Oetker a preluat compania.